# Rush (album)
Rush is het debuutalbum van Rush, uitgebracht in 1974 door Moon Records. In 1997 werd het heruitgebracht.
Op dit eerste album mixt de band hardrock en blues, net als hun voorbeelden Cream en Led Zeppelin. Drummer John Rutsey verliet de band nadat het album was uitgebracht vanwege muzikale meningsverschillen en gezondheidsproblemen. Neil Peart verving hem en werd een belangrijke schakel in de band vanwege zijn specifieke drumstijl. Daarnaast schreef hij ook tal van teksten voor de band.
Het logo was oorspronkelijk rood, maar door een drukfout werd dit op de cover van het album roze.

## Nummers
1. Finding My Way – 5:06
2. Need Some Love – 2:19
3. Take a Friend – 4:24
4. Here Again – 7:35
5. What You're Doing – 4:22
6. In the Mood – 3:34
7. Before and After – 5:34
8. Working Man – 7:10

## Artiesten
- Geddy Lee - zang, bas
- Alex Lifeson - gitaar
- John Rutsey - drums